# Escala Medvedev-Sponheuer-Karnik
L'escala Medvédev-Sponheuer-Karnik, també coneguda com a  escala MSK  o  MSK-64 , és una escala d'intensitat macrosísmica usada per avaluar la força dels moviments de terra basant-se en els efectes destructius en les construccions humanes i en el canvi d'aspecte del terreny, així com en el grau d'afectació entre la població. Té dotze graus d'intensitat, sent el més baix el número u, i expressats en nombres romans per evitar l'ús de decimals.
Va ser proposada el 1964 per Sergei Medvédev (Antiga URSS), Wilhelm Sponheuer (Antiga Alemanya de l'Est, RDA) i Vit Karnik (Antiga Txecoslovàquia). Està basada en les dades disponibles a principis dels anys seixanta obtinguts mitjançant l'aplicació de l'escala Mercalli modificada i també mitjançant l'aplicació de la versió de 1953 de l'escala de Medvédev coneguda com l'escala d'intensitat sísmica de GEOFIAN.
L'escala MSK va passar a ser molt utilitzada a Europa i a l'URSS amb petites modificacions en la dècada dels setanta i principis dels vuitanta. A l'inici de la dècada dels noranta, la Comissió Sismològica Europea va usar molts dels principis postulats en l'escala MSK per a desenvolupar l'escala macrosísmica europea (EMS-98), que és utilitzada com a estàndard per al mesurament de l'activitat sísmica i de la seva intensitat en els països europeus. L'escala MSK-64 s'usa encara en Índia, Israel, Rússia i en la Commonwealth.
L'escala MSK és semblant a l'escala Mercalli modificada, que s'utilitza als Estats Units.

## Graus

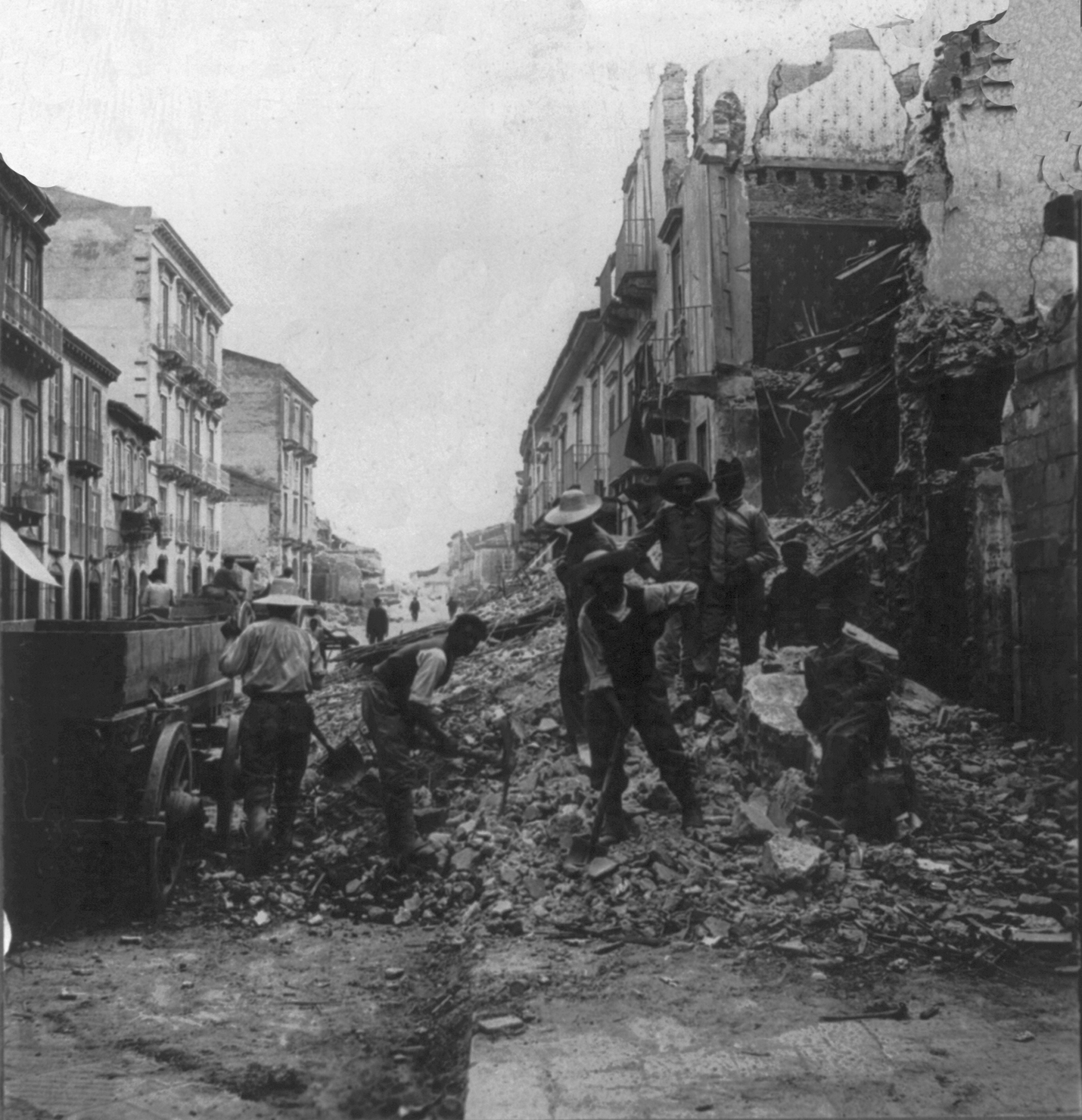
Terratrèmol a Sicília.

### Grau I: no perceptible
Registrat només pels sismògrafs més sensibles. No afecta ni a objectes ni edificis ni estructures.

### Grau II: difícilment perceptible
Les estructures i objectes no ho noten, però sí que poden notar-ho persones en repòs.

### Grau III: feble
Els edificis no pateixen mal, encara que alguns objectes penjants poden balancejar lleugerament. Pot ser notat per uns pocs dins de cases. Vibració comparable a les provocades per un camió petit.

### Grau IV: bastant notat
Dins dels edificis és notat per molts. Algunes persones adormides es desperten. Vidres, porcellana, finestres i portes tremolen i fan petits golpeteos. Alguns pocs mobles que no pesin poden vibrar visiblement. Vibracions moderades, comparades a les provocades per un camió gran.

### Grau V: una mica fort
La majoria de les persones dins d'edificis ho nota, però només uns pocs a l'aire lliure, on corren alguns pocs, espantats. Els observadors noten el balanceig de l'edifici, dels mobles o el tremolor de les parets. Els objectes penjants es balancegen molt notablement. La porcellana i els gots
xoquen entre si i fan bastant soroll. Moltes persones que dormen desperten. Les finestres i les portes comencen a obrir-se i tancar-se. En alguns casos, fins i tot algunes finestres poden arribar a trencar-se. Els líquids es desplacen i es poden sortir de recipients plens. Els animals en cases poden començar a sentir intranquils. Alguns edificis mal construïts pateixen lleugers danys.

### Grau VI: fort
La gran majoria ho sent dins d'edificis i ja són molts els que ho senten fora. Unes poques persones perden l'equilibri. Molta gent corre espantada cap al carrer. Poden caure petits objectes i els mobles pateixen un lleu desplaçament. Vaixelles i cristalleries poden trencar-se. Potser animals de granja se sentin inquiets. Dany visible en obres de treballs de maçoneria, com esquerdes a l'escaiola. També hi ha esquerdes solitàries a terra.

### Grau VII: molt fort
La majoria de la gent està espantada i intenta córrer cap al carrer. Els mobles es desplacen i poden arribar a bolcar. Els objectes a les prestatgeries cauen. L'aigua esquitxa en els recipients. Dany greu a edificis vells. Les xemeneies de maçoneria es desplomen. Apareixen esquerdes en els edificis. Es produeixen petits corriments de terra.

### Grau VIII: bastant perjudicial
A moltes persones els és difícil mantenir l'equilibri, fins i tot a l'aire lliure. Els mobles corren risc de bolcar. S'agreugen les esquerdes, els edificis més antics s'esfondren parcialment o pateixen grans danys. Es poden apreciar ones en sòls molt tous. Es poden produir corriments de terra i despreniment de roques.

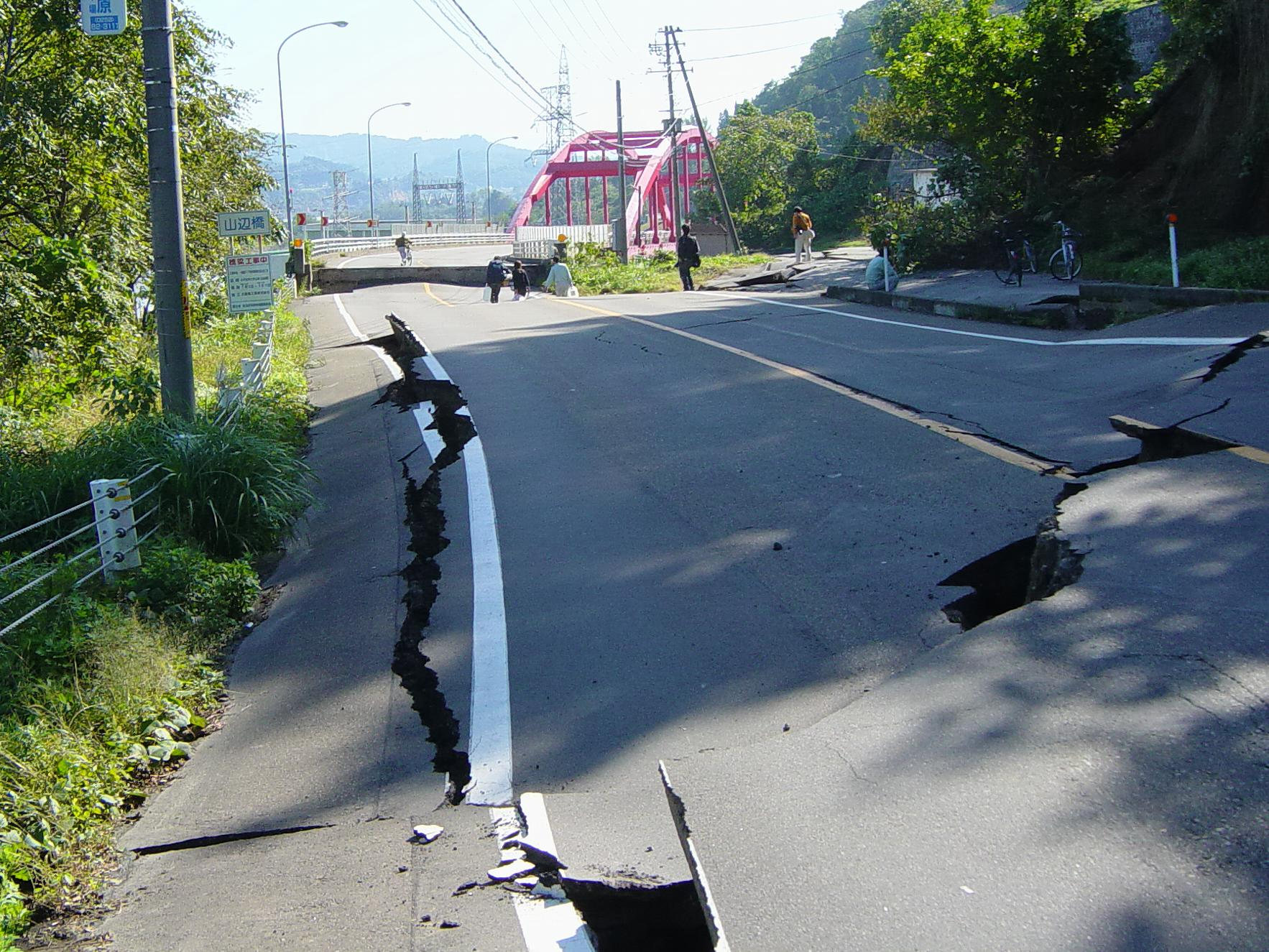
Pont Yamabe a Chuetsu el 2004.

### Grau IX: destructiu
Pànic general. Molta gent cau a la força a terra. Es veuen ones en sòls no tan tous. Es desplomen les estructures no gaire ben construïdes. Dany considerable a estructures ben construïdes. Es trenquen les canalitzacions subterrànies. Esquerdes a terra i esllavissades de terra generalitzats.

### Grau X: devastador
Es destrueixen ponts i dics i es torcen les vies de ferrocarril, així que les infraestructures queden inutilitzades. Despreniments de terra més que generalitzats i més greus.

### Grau XI: catastròfic
La majoria de les construccions són destruïdes. Les pertorbacions del terreny s'estenen per tot arreu. Risc de tsunamis.

### Grau XII: extremadament catastròfic
Totes les construccions, subterrànies o no, han estat destruïdes. El terreny i el paisatge han canviat, així com la llera dels rius. Tsunamis.